# Haousa (Westsahara)
Koordinaten: 27° 5′ N, 11° 9′ W
Haousa (auch Haouza oder Hawza; arabisch الحوزة al-Hawza, DMG al-Ḥauza) ist eine Stadt im nördlichen Teil der Westsahara. Wie weite Teile der Westsahara ist der Ort von Marokko besetzt.
In Haousa leben 8769 Einwohner (2004). 1994 wurden erst 2940 Einwohner gezählt. Die Bevölkerungszahl ist damit in kurzer Zeit stark gestiegen. Im Rahmen des Westsaharakonflikts wurden in der Gegend um Haousa Minen verlegt, die noch heute eine Gefahr für Personen darstellen.
Im Oktober 1975 zog sich das spanische Militär aus Haousa zurück. Der Ort befand sich dann in der Hand der westsaharischen Befreiungsbewegung POLISARIO. Im Zusammenhang mit dem sogenannten Grünen Marsch rückte dann am 31. Oktober 1975 marokkanisches Militär auch auf Haousa zu. Es kam zu Kämpfen, bei denen die marokkanische Armee zunächst die Oberhand behielt. Später wurde das Gebiet jedoch von der Demokratischen Arabischen Republik Sahara (DARS) und ihrem militärischen Arm, der POLISARIO, kontrolliert. Zeitweise war Haousa provisorische Hauptstadt der DARS. 1984 gelang es Marokko, die Stadt einzunehmen.
Eine Partnerschaft besteht mit Terranuova Bracciolini in der Provinz Arezzo, Toskana, Italien.